# Bouillabaisse

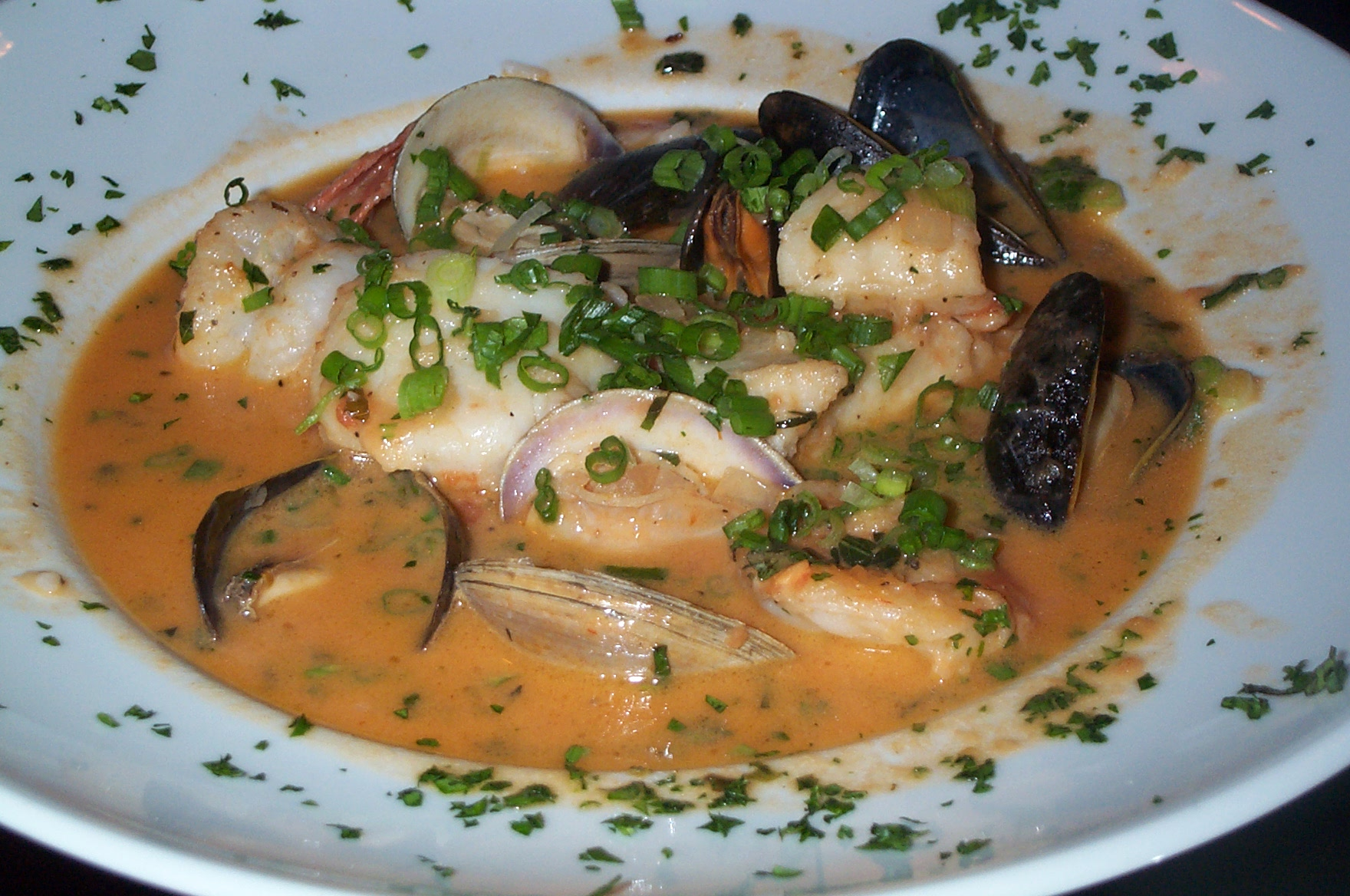
Bouillabaisse serverad på en brasiliansk restaurang

Bouillabaisse (av franskans bouillir, 'koka', och abaisser, 'sänka ner') är en sydfransk soppa. Den kan innehålla fisk, skaldjur, vitt vin, gul lök, tomat, fänkål, olivolja, apelsin, saffran, vitlök och örtkryddor. Soppan är särskilt förknippad med staden Marseille.
En bouillabaisse är i princip aldrig redd, men serveras ofta med en klick aioli. Till bouillabaisse kan man också äta rouille.

## Etymologi
Ordet "bouillabaisse" kommer från "boullir" (koka) och "abaisser" (sänka ned) – som syftar på att soppan först ska koka upp kraftigt, och sedan sjuda lugnare[källa behövs]. Ordet finns belagt i svenska språket sedan åtminstone 1925.